# Ian Hart
Ian Hart (Liverpool, 8 de outubro de 1964) é um ator britânico. Seus papéis mais notáveis são na minissérie dramática do Channel Four One Summer (1983), Joe O'Reilly no filme biográfico Michael Collins (1996), Professor Quirrell no filme de fantasia Harry Potter e a Pedra Filosofal (2001), Kester Gill em a série E4 My Mad Fat Diary (2013–2015) e Father Beocca na série Netflix The Last Kingdom (2015–2020).

## Filmografia

### Filmes
| Ano  | Título                                                     | Personagem                          | Notas                                       |
| ---- | ---------------------------------------------------------- | ----------------------------------- | ------------------------------------------- |
| 1985 | No Surrender                                               | Ameaça Incerta                      |                                             |
| 1988 | The Zip                                                    | Son                                 | Curta                                       |
| 1991 | The Hours and Times                                        | John Lennon                         |                                             |
| 1994 | Backbeat                                                   | John Lennon                         |                                             |
| 1994 | Backbeat Band: Money, Version 2                            | John Lennon                         | Curta                                       |
| 1995 | Land and Freedom                                           | David Carr                          |                                             |
| 1995 | The Englishman Who Went Up a Hill But Came Down a Mountain | Johnny 'Shellshocked'               |                                             |
| 1995 | Clockwork Mice                                             | Steve                               |                                             |
| 1995 | Nothing Personal                                           | Ginger                              |                                             |
| 1996 | Hollow Reed                                                | Tom Dixon                           |                                             |
| 1996 | Michael Collins                                            | Joe O'Reilly                        |                                             |
| 1997 | Gold in the Streets                                        | Des                                 |                                             |
| 1997 | Robinson Crusoe                                            | Daniel DeFoe                        |                                             |
| 1997 | The Butcher Boy                                            | Uncle Alo                           |                                             |
| 1997 | Mojo                                                       | Mickey                              |                                             |
| 1998 | Monument Ave.                                              | 'Mouse'                             |                                             |
| 1998 | Frogs for Snakes                                           | Quint                               |                                             |
| 1998 | B. Monkey                                                  | Steve Davis                         |                                             |
| 1998 | Enemy of the State                                         | NSA Agente John Bingham             |                                             |
| 1999 | This Year's Love                                           | Liam                                |                                             |
| 1999 | Wonderland                                                 | Dan                                 |                                             |
| 1999 | Spring Forward                                             | Fran                                |                                             |
| 1999 | The End of the Affair                                      | Mr. Parkis                          |                                             |
| 1999 | Bait                                                       | Dad                                 | Curta                                       |
| 2000 | The Closer You Get                                         | Kieran                              |                                             |
| 2000 | Best                                                       | Nobby Stiles                        |                                             |
| 2000 | Aberdeen                                                   | Clive                               |                                             |
| 2000 | Liam                                                       | Dad                                 |                                             |
| 2000 | Born Romantic                                              | Second Cab Driver                   |                                             |
| 2000 | Bring Me Your Love                                         | Harry Weaver                        | Curta                                       |
| 2001 | Strictly Sinatra                                           | Tony Cocozza                        |                                             |
| 2001 | Harry Potter and the Philosopher's Stone                   | Professor Quirrell / Lord Voldemort | Voice and motion capture for Lord Voldemort |
| 2002 | Killing Me Softly                                          | Senior Police Officer               |                                             |
| 2002 | Unhinged                                                   | Eric                                | Curta                                       |
| 2003 | Den of Lions                                               | FBI Rob Shepard                     |                                             |
| 2003 | Cheeky                                                     | Alan                                |                                             |
| 2003 | Blind Flight                                               | Brian Keenan                        |                                             |
| 2004 | Every Seven Years                                          | Liam                                | Curta                                       |
| 2004 | Finding Neverland                                          | Sir Arthur Conan Doyle              |                                             |
| 2004 | Strings                                                    | Ghrak (voz)                         |                                             |
| 2005 | A Cock and Bull Story                                      | Joe                                 |                                             |
| 2005 | Rag Tale                                                   | Morph, Photographer                 |                                             |
| 2005 | Breakfast on Pluto                                         | P.C. Wallis                         |                                             |
| 2005 | Ripley Under Ground                                        | Bernard Sayles                      |                                             |
| 2006 | Trigger Happy                                              | The Man                             | Curta                                       |
| 2007 | Both                                                       | Moussa                              | Curta                                       |
| 2007 | A Girl and a Gun                                           | Johnny                              | Curta                                       |
| 2007 | Int. Bedsit - Day                                          | Pete                                | Curta                                       |
| 2007 | Intervention                                               | Harry III Jr.                       |                                             |
| 2008 | Still Waters Burn                                          | Jack Price                          |                                             |
| 2009 | Morris: A Life with Bells On                               | Endeavour                           |                                             |
| 2009 | A Boy Called Dad                                           | Joe                                 |                                             |
| 2009 | Within the Whirlwind                                       | Beylin                              |                                             |
| 2010 | Watching                                                   | Carrik                              | Curta                                       |
| 2011 | Harry Potter and the Deathly Hallows - Part 2              | Professor Quirrell                  |                                             |
| 2012 | Hard Boiled Sweets                                         | Joyce                               |                                             |
| 2014 | Tiny Ruins: Carriages                                      | Instigador                          | Curta                                       |
| 2014 | Conversation with a Cigarette                              | Desconhecido                        | Curta                                       |
| 2015 | Dough                                                      | Victor Gerrard                      |                                             |
| 2015 | Urban Hymn                                                 | Ian Wilson                          |                                             |
| 2016 | Native                                                     | Voz telepatica                      |                                             |
| 2016 | Johnno's Dead                                              | Narrador                            | Curta                                       |
| 2016 | Dusty and Me                                               | Eddie 'Big Eddie'                   |                                             |
| 2017 | God's Own Country                                          | Martin Saxby                        |                                             |
| 2017 | uk18                                                       | Darren                              |                                             |
| 2017 | Modern Life Is Rubbish                                     | Desconhecido                        |                                             |
| 2018 | Mary Queen of Scots                                        | Lord Maitland                       |                                             |
| 2020 | Escape from Pretoria                                       | Denis Goldberg                      |                                             |

### Televisão
| Ano       | Título                                            | Personagem                     | Notas                                   |
| --------- | ------------------------------------------------- | ------------------------------ | --------------------------------------- |
| 1983      | One Summer                                        | 'Rabbit'                       | Minisséries                             |
| 1984      | Travelling Man                                    | Kyffin Rees                    | Episódio: "The Watcher"                 |
| 1985      | The Exercise                                      | Cadet Pritchard                | TV Pilot                                |
| 1985      | The Brothers McGregor                             | Youth                          | Episódio: "Pilot"                       |
| 1986      | The Practice                                      | William Griffin                | 3 episódios                             |
| 1986      | The Monocled Mutineer                             | Desconhecido                   | Episódio: "Before the Shambles"         |
| 1987      | The Marksman                                      | Comico                         | 1 episódio                              |
| 1989      | The Play on One                                   | Christie                       | Episódio: "A View of Harry Clark"       |
| 1990      | Chain                                             | Hawkins                        | Minisséries                             |
| 1992      | Medics                                            | John                           | 1 episódio                              |
| 1992      | Eastenders                                        | Mick                           | 4 episódios                             |
| 1995      | Loved Up                                          | Tom                            | Filme para TV                           |
| 2000      | Longitude                                         | William Harrison               | Filme para TV                           |
| 2002      | The Hound of the Baskervilles                     | John Watson                    | Filme para TV                           |
| 2002      | Dad's Dead                                        | Narrador                       | TV short                                |
| 2003      | Eroica                                            | Ludwig van Beethoven           | Filme para TV                           |
| 2004      | Sherlock Holmes and the Case of the Silk Stocking | John Watson                    | Filme para TV                           |
| 2005      | The Virgin Queen                                  | William Cecil, Lord Burghley   | Minisséries                             |
| 2007–2008 | Dirt                                              | Don Konkey                     |                                         |
| 2009      | Dr Hoo                                            | Dr. Hoo                        | Piloto                                  |
| 2009      | Moving On                                         | Jake                           | Episódio: "Dress to Impress"            |
| 2009      | Father & Son                                      | Tony Conroy                    | Minisséries                             |
| 2010      | Five Daughters                                    | Detetive Stewart Gull          | Minisséries                             |
| 2010      | When Harvey Met Bob                               | Harvey Goldsmith               | Filme para TV                           |
| 2011      | The Man Who Crossed Hitler                        | Adolf Hitler                   | Filme para TV                           |
| 2011–2012 | Luck                                              | Lonnie                         |                                         |
| 2013      | Playhouse Presents                                | John Lennon                    | Episódio: "Snodgrass"                   |
| 2013      | Bates Motel                                       | Will Decody                    | 2 episódios                             |
| 2013      | Rogue                                             | Buddy Wilson                   |                                         |
| 2013      | Agents of S.H.I.E.L.D.                            | Franklin Hall                  | Episódio: "The Asset"                   |
| 2013      | Rogue Files: Reparation                           | Wilson                         | Minisséries                             |
| 2013–2015 | My Mad Fat Diary                                  | Kester Gill                    |                                         |
| 2014      | Klondike                                          | Soapy Smith                    | Minisséries                             |
| 2014      | The Bridge                                        | CIA Agent Buckley / David Tate |                                         |
| 2014      | The Driver                                        | Colin Vine / Craig Vine        | Minisséries                             |
| 2014      | Boardwalk Empire                                  | Ethan Thompson                 | 4 episódios                             |
| 2015–2020 | The Last Kingdom                                  | Beocca                         |                                         |
| 2016      | Vinyl                                             | Peter Grant                    | Episódio: "Pilot"                       |
| 2016      | The Secret Agent                                  | The Professor                  | Minisséries                             |
| 2018      | The Terror                                        | Thomas Blanky                  |                                         |
| 2018      | Elementary                                        | Prof. Baynes                   | Episódio: "Uncanny Valley of the Dolls" |
| 2018      | Hang Ups                                          | Sam Travers                    | 1 episódio                              |
| 2019      | Urban Myths                                       | Hans Christian Andersen        | Episódio: "Bleak House Guest"           |
| 2020      | Noughts + Crosses                                 | Ryan McGregor                  | 5 episódios                             |
| 2020      | Tin Star                                          | Michael Ryan                   |                                         |
| 2021      | The Mosquito Coast                                | William Lee                    | 3 episódios                             |
| 2021      | Help                                              | Steve                          | Filme para TV                           |